# Иерусалимский библейский зоопарк
Иерусалимский библейский зоопарк (официальное название с 1990-х годов Библейский зоологический сад в Иерусалиме имени семьи Тиш (ивр. גן החיות התנ"כי בירושלים על שם משפחת טיש‎, араб. حديقة الحيوان الكتابية في أورشليم القدس‎)) — израильский зоопарк, расположенный в микрорайоне Малха Западного Иерусалима.
Основан в 1940 году Аароном Шуловым, профессором зоологии Еврейского университета в Иерусалиме.
Уникальность зоопарка представляет коллекция животных земли Израиля, упоминаемых в Танахе (с чем связано историческое название зоопарка). Зоопарк знаменит также своими успехами в разведении вымирающих видов. Экспозиция насчитывает более 200 видов.
Библейский зоопарк был самой популярной достопримечательностью в Израиле в период с 2005 по 2007 год, в 2009 году его посетило рекордное число в 738 000 посетителей, и на сегодня зоопарк является одной из самых популярных достопримечательностей Израиля.

## История

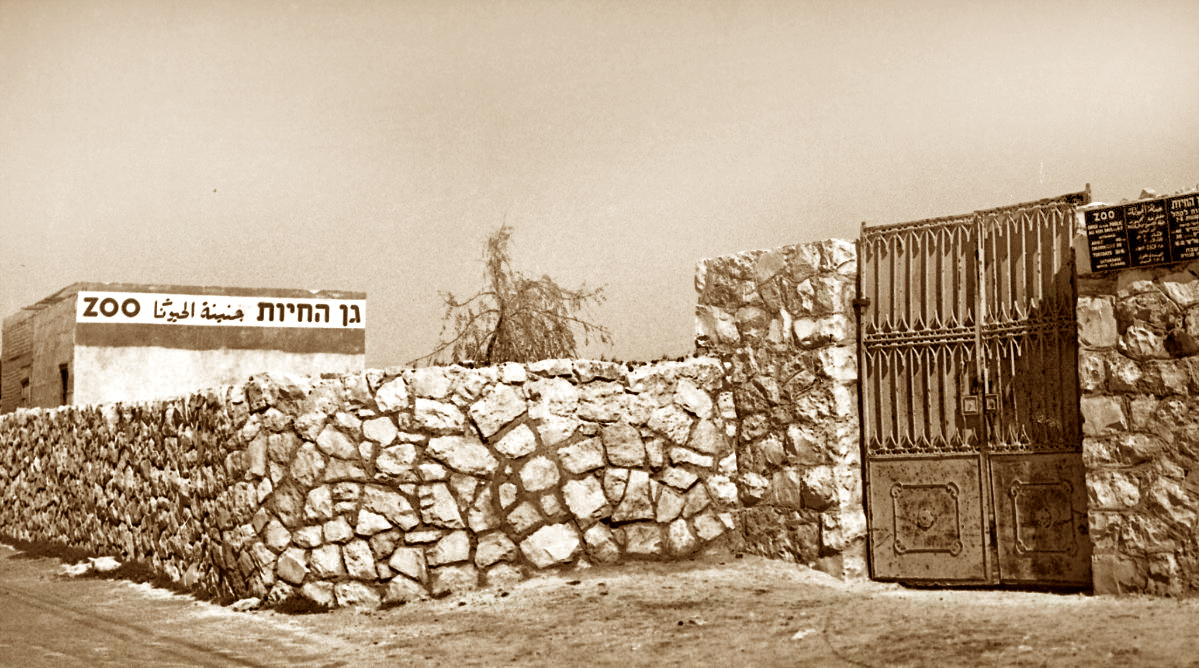
Иерусалимский зоосад в 1940-е годы, вероятно, на улице Шмуэля Ха-Нави

История Иерусалимского библейского зоосада начинается в сентябре 1940 года, когда на улице Рабби Кука в центре города появился маленький «живой уголок», в котором содержались пара обезьян и пустынный варан. Зоопарк был основан Аароном Шуловым, профессором зоологии Еврейского университета в Иерусалиме на горе Скопус. В числе целей Шулова были: предоставить своим студентам площадку для исследований; собрать животных, рептилий и птиц, упомянутых в Библии; и, как он писал в 1951 году, разрушить «невидимую стену», разделявшую интеллектуалов горы Скопус и массовую публику.
В начале своего существования зоопарк столкнулся с несколькими трудностями в связи со своим намерением сфокусироваться на животных, упомянутых в Библии. Одна из них состояла в том, что перевод многих наименований животных, рептилий и птиц в Писании часто неясен; например, нешер (ивр. נשר‎), обычно переводимое как «орёл», может также означать «гриф». Что более важно, многие из упомянутых в Библии животных в Израиле уже вымерли по причине чрезмерной охоты, разрушения естественных сред обитания в связи с быстрыми темпами строительства и развития, противозаконного применения ядов фермерами и низкой рождаемости Проектировщики зоопарка решили выйти за рамки концепции исключительно библейских животных, и включить также виды, находящиеся под угрозой исчезновения по всему миру.
Присутствие живого уголка породило множество жалоб от жителей близлежащих домов, по причине запаха и шума, равно как и предполагаемой опасности, представляемой сбежавшими животными. Из-за жалоб, Аарон Шулов с помощью городских властей нашёл для зоопарка новый участок площадью 4,5 гектар на улице Шмуэля Ха-Нави, в районе, в период между 1948 и 1967 годами ставшем известным как «ворота Мандельбаума». В 1941 году зоопарк переместился на это место. Здесь тоже раздавались жалобы соседей; тем не менее, зоопарк располагался на этом месте в течение следующих шести лет.

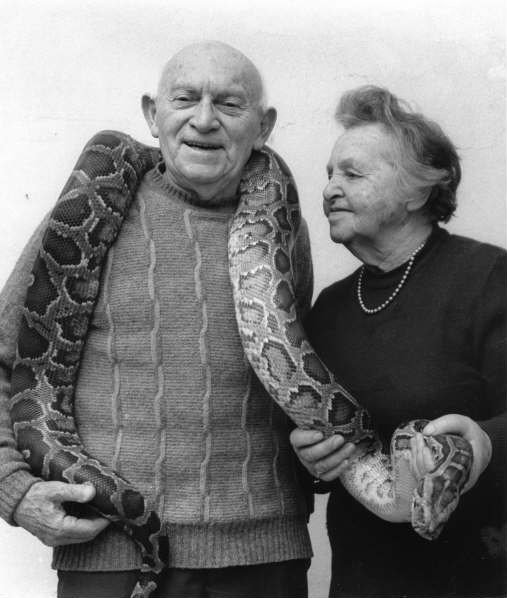
Аарон Шулов и его жена Йохэвед с питоном в руках.

В 1947 году зоопарк, насчитывавший к этому моменту 122 животных, переместился на участок земли на горе Скопус, предоставленный Еврейским университетом. Он находился там с 1947 по 1950 годы. Период пользования этим участком совпал с Арабо-израильской войной 1948 года. После начала войны в 1947 году уход и кормление животных производились в основном по ночам, так как днём работники зоосада представляли собой удобную мишень для снайперов. Во время осады Иерусалима еда для населения города была в дефиците; чтобы накормить плотоядных животных, сотрудники зоопарка прибегли к охоте на бродячих собак вблизи мусорных свалок. Тем не менее, многие из плотоядных умерли; те из животных других — не опасных — видов, которые, по мнению директора, могли сами себя прокормить, были выпущены на волю. В итоге почти вся коллекция была утрачена.
По окончании войны, в согласии с Израильско-иорданским соглашением о прекращении огня 1949 года, доступ на гору Скопус был ограничен. Организация Объединённых Наций помогла переместить зоопарк на участок площадью 15 гектаров в Гиват Коммуна, рядом с нынешними кварталами Ромема и Эзрат Тора в Западном Иерусалиме. Согласно Шулову, когда зоопарк прибыл в Ромему, в нём оставались лишь два волка, одна гиена, один лев и один леопард (по другой информации, зоопарк сохранил в своей коллекции 18 животных).
В Ромеме зоопарк открылся 5 октября 1950 года и до 1991 года оставался там, став излюбленным иерусалимским учреждением. Около 30 процентов его посетителей были членами семей харедим из северного Иерусалима и мусульманских семей из Восточного Иерусалима — две группы населения, обычно не участвующие в культурных мероприятиях города. Зоопарк вырос до 28 гектаров и более 200 видов животных — включая большинство из 130 биологических видов, упоминаемых в Библии, в том числе и исчезнувших на территории Палестины за прошедшие века. Благодаря подаркам, обмену с другими зоопарками и успехам в разведении, к 1967 году коллекция зоопарка превысила 500 животных (по другой информации, за два десятилетия коллекция зоопарка выросла до 700 экземпляров). Однако во время Шестидневной войны зоопарк снова пострадал — 110 животных были убиты шрапнелью и случайными пулями. Позже зоопарк перебрался в иерусалимский район Тель-Арза.
Зоопарк управлялся некоммерческой корпорацией с представителями от Еврейского университета, Иерусалимского муниципалитета, и Министерств туризма и образования Израиля. Однако, у зоопарка было мало денег. Шулов, ушедший в отставку с поста директора в 1983 году, часто выполнял обязанности директора бесплатно. Кроме того, считалось, что зоопарк уступает таковым Тель-Авива и Хайфы.

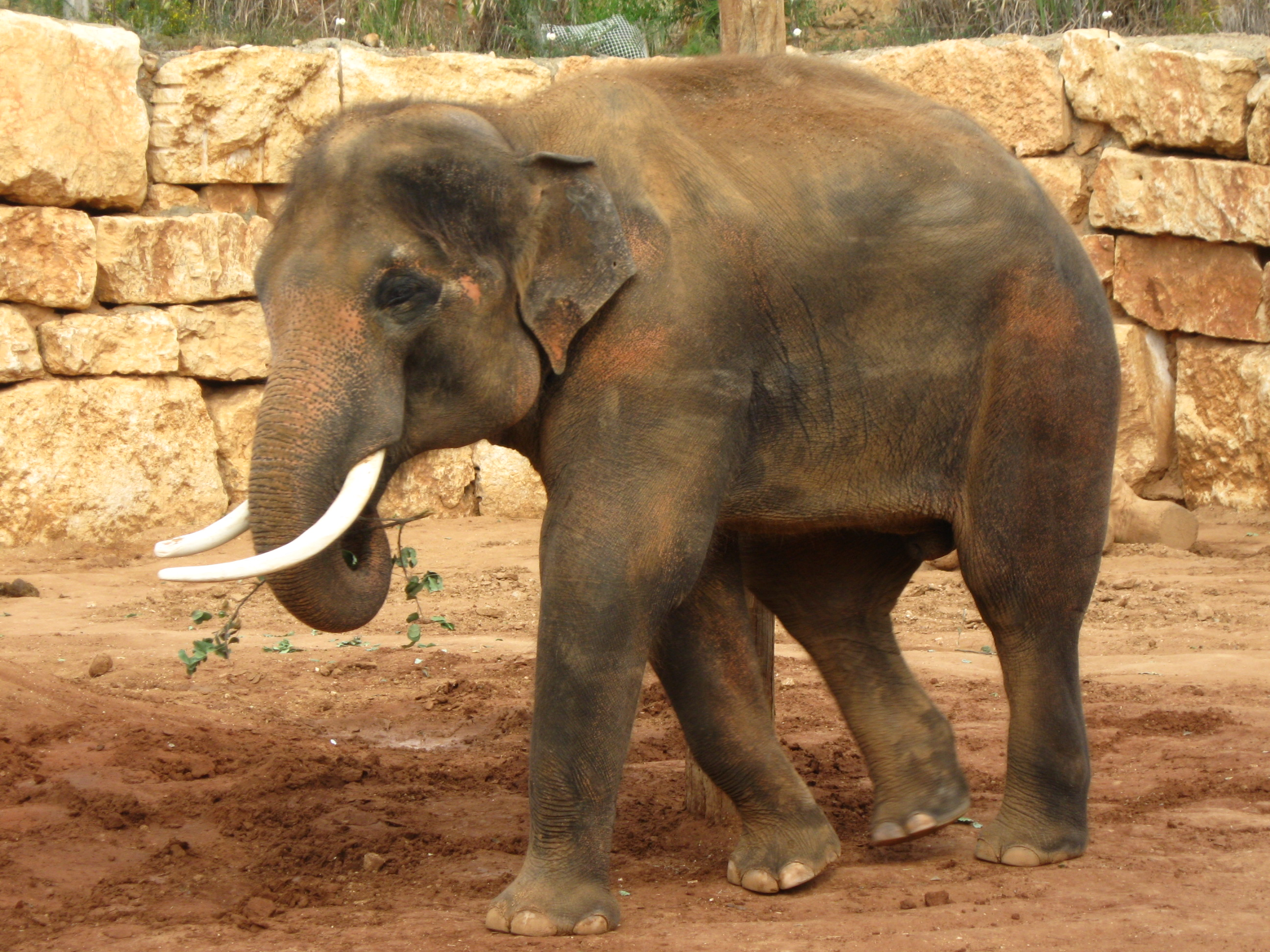
Слон Тедди, названный в честь мэра Иерусалима и сборщика средств для зоопарка Тедди Коллека.

Мэр Иерусалима Тедди Коллек, вступивший в должность в 1965 году, стал одним из главных сторонников зоопарка, и сборщиков средств для него посредством своего Иерусалимского фонда. Коллек поддерживал идею переноса зоопарка на более обширный участок и развития его до уровня суперсовременного учреждения — а также туристической достопримечательности, которая будет равно привлекательна для еврейских, светских и религиозных, и арабских семей. Около 1990 года (по другой информации — в начале 1980-х годов), при содействии Иерусалимского фонда, нью-йоркское семейство Тиш согласилось заплатить 5 миллионов долларов в счёт 30 миллионов стоимости проекта. Ещё 10 миллионов были получены от продажи участка в Ромеме, который был передан под жилое строительство. Свой вклад также внесли Иерусалимский муниципалитет, Министерство туризма Израиля, Иерусалимский фонд и частные спонсоры. В 1991 году зоопарк закрыл свою площадку в Ромеме, а в 1993 после двухлетнего ремонта его двери снова открылись вновь в долине Малха, в 7 километрах к юго-западу от центра города. Предварительное открытие зоопарка состоялось 28 февраля 1993 года; официально он открылся 9 сентября 1993 года. Теперь он уже носил современное название — Зоологические сады семьи Тиш в Иерусалиме. Тем не менее, широко распространённым среди широкой публики остаётся название Библейский (или Новый библейский) зоопарк.

## Дизайн и планировка

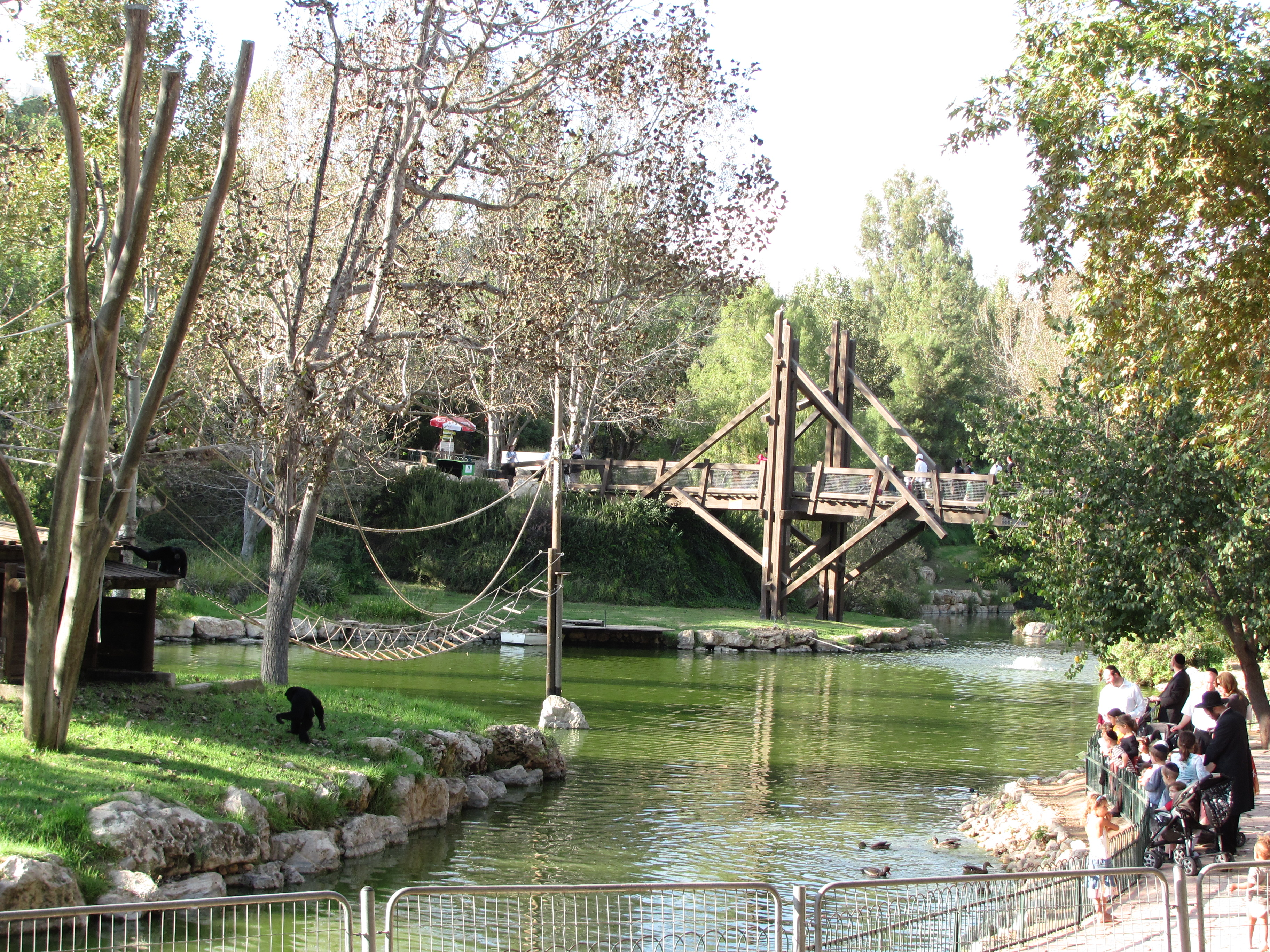
Вид на искусственное озеро, с павильоном сиамангов слева

Спроектированный Miller-Blum & Associates Landscape Architects и построенный Moriah Jerusalem Development Corporation, зоопарк занимает 25 гектаров в долине, окружённой расположенными на склонах холмов кварталами Малха и Гиват Масуа. Утверждён план расширения его площади до 400 га. Ландшафт парка оформлен произрастающими в Израиле деревьями и кустарниками, многие из которых упомянуты в Библии.
Зоопарк построен на двух главных уровнях. Моторизованный поезд провозит посетителей по круговому маршруту от нижнего уровня на верхний. Весь парк доступен для посещения в инвалидном кресле; каждый поезд также может иметь в своём составе одно инвалидное кресло.

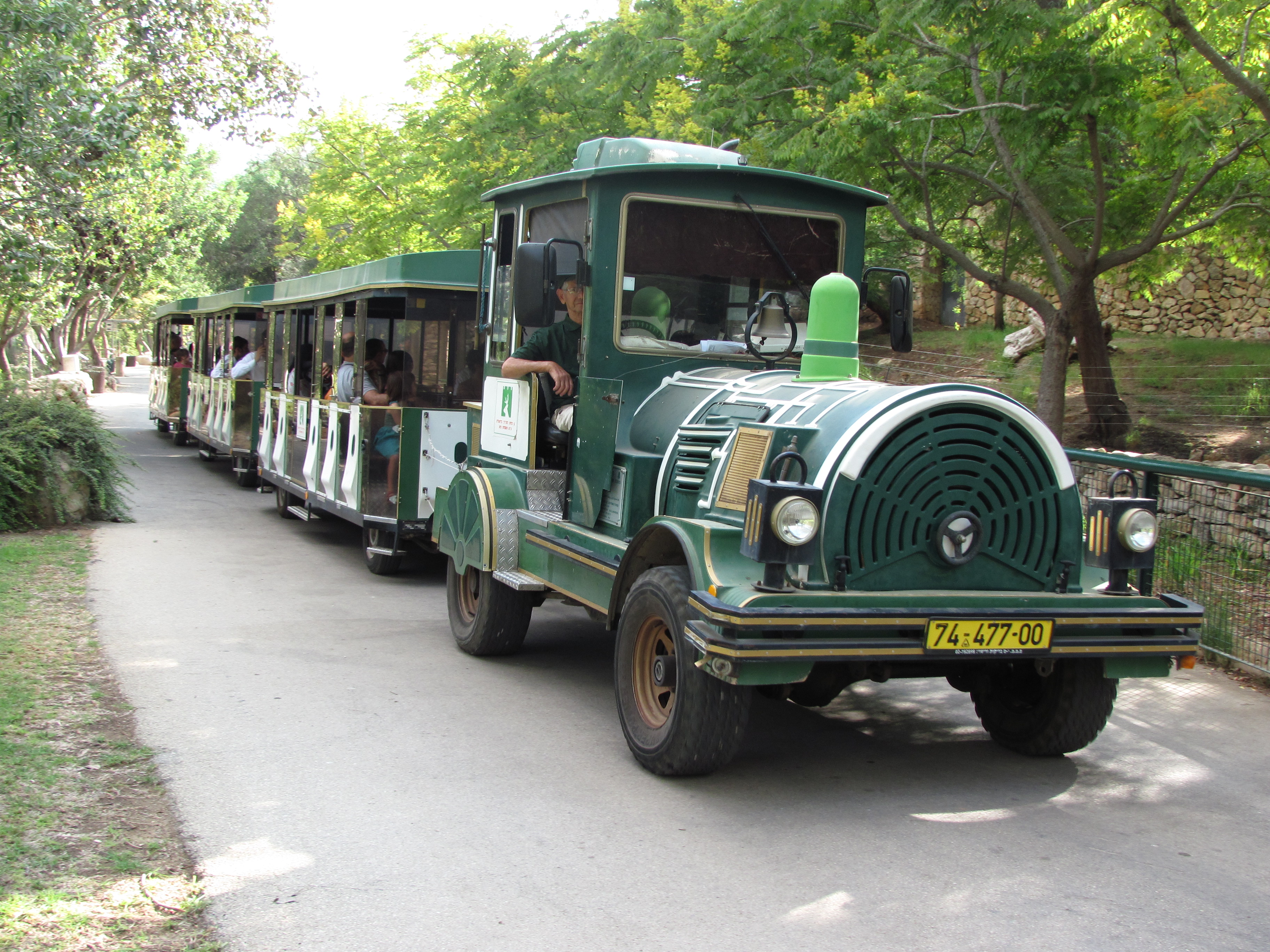
Поезд зоопарка

Центральным объектом нижнего уровня является искусственное озеро, включающее в себя два острова, на которых представлены популяции обезьян. Озеро питается несколькими бассейнами и водопадами, которые начинаются от искусственного водопада под названием «Скала Моисея» (аллюзия на колодец Мириам, обеспечивавший водой израэлитов во время их 40-летнего пребывания в пустыне). Вода подвергается рециркуляции и через подземную систему закачивается обратно в Скалу Моисея.
На западном конце парка возвышается двухэтажный деревянный информационный центр в виде лодки, который по замыслу должен напоминать Ноев ковчег. Он включает в себя аудиторию, художественную галерею, магазин подарков, закусочную и компьютерную станцию, предоставляющую информацию о животных, упомянутых в Библии.

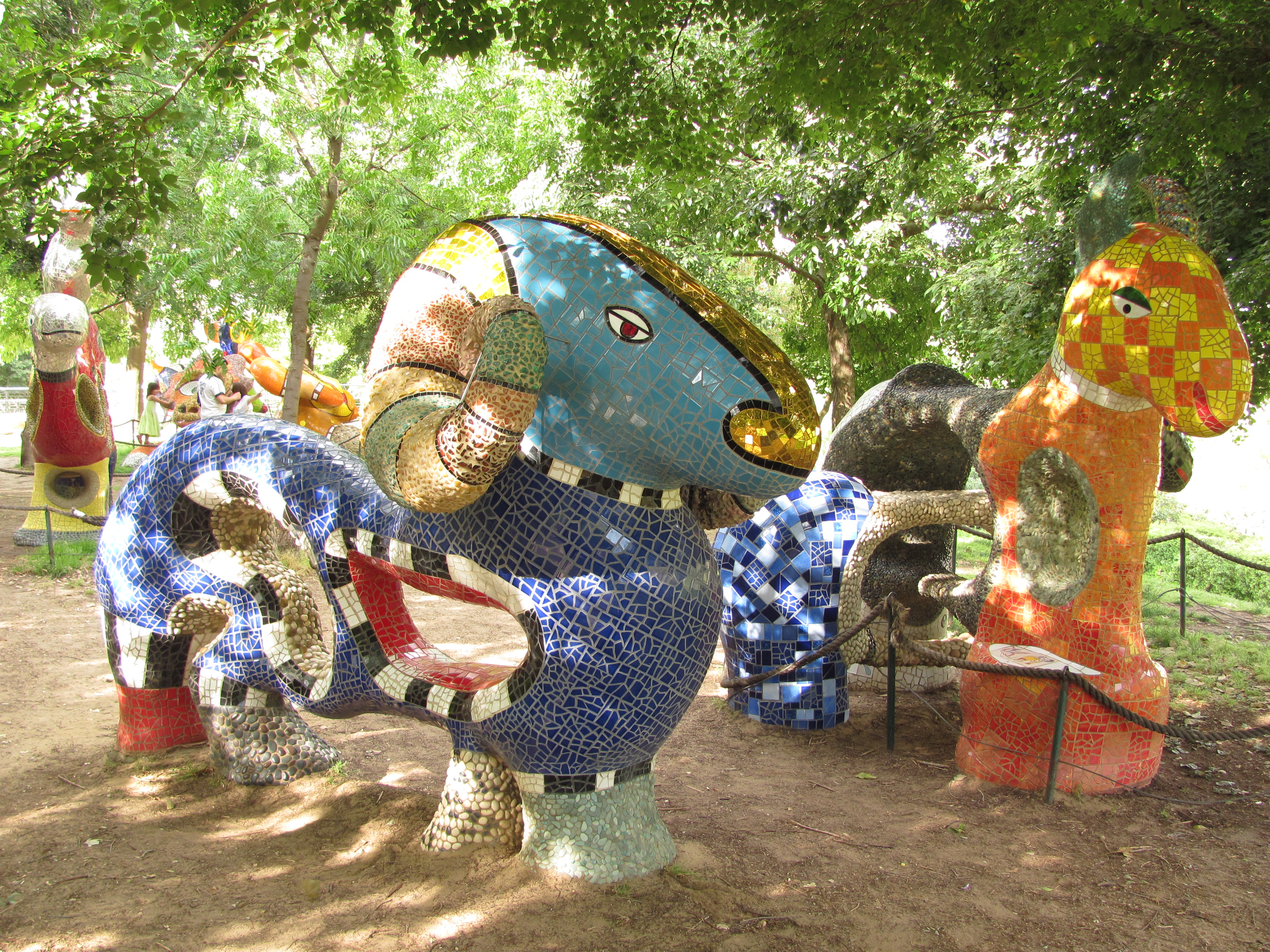
Фантасмагорические скульптуры французского скульптора Ники де Сен-Фалль в Скульптурном парке Ноев ковчег

Зоопарк содержит несколько закусочных и кофейню. По всему парку разбросаны столы для пикников и скамейки. Имеются также гимнастические «джунгли» зоологической тематики для детей и сад скульптур, в котором находятся 23 сконструированные французским скульптором Ники де Сен-Фалль фантасмагорические скульптуры животных, декорированные камнями, зеркалами и мозаикой, — по второму предназначению представляющие собой игрушки для лазанья, — а также подземная скульптура Ноева ковчега, сконструированная швейцарским архитектором Марио Ботта. Дети могут также посмотреть 3D-фильмы о животных в маленьком кинозале возле входа в зоопарк.
Традиционная инфраструктура зоопарка, состоящая из решёток и клеток, заменена открытыми пространствами, отделёнными от публики канавами, рвами, мостами и стеклянными окнами; вольеры на открытом воздухе также снабжены закрытыми убежищами на случай плохой погоды. Единственными участками, на которых публика вступает в прямой контакт с животными, являются Страна лемуров, «контактный бассейн» в водной экспозиции Wet Side Story и детский зоопарк, где дети могут трогать и кормить карликовых коз, овец, кроликов и морских свинок.

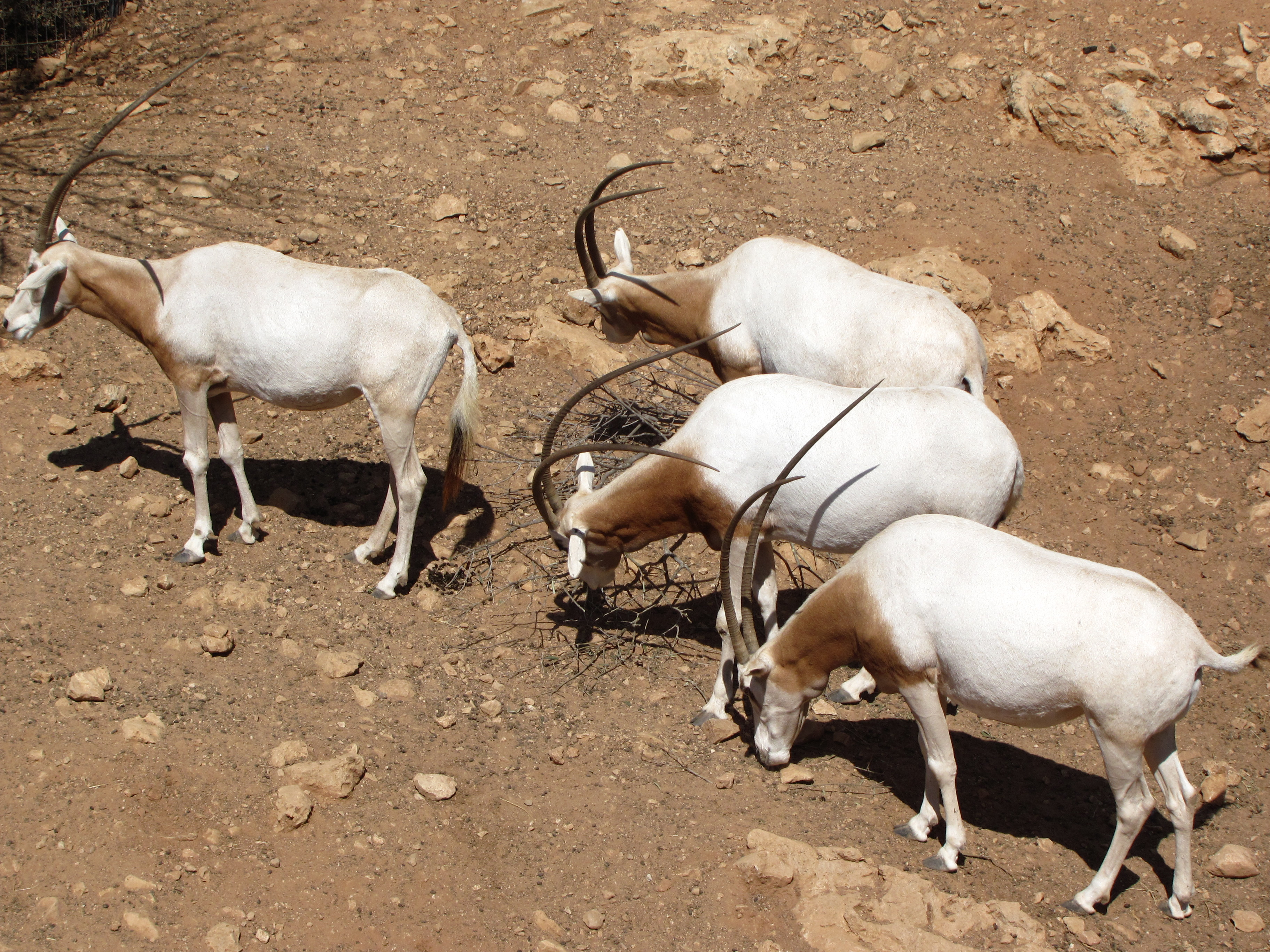
Сахарские ориксы бродят по открытым угодьям

Животные и птицы обитают в естественных средах, от африканской саванны до тропических влажных джунглей и подземного мира мышей и тараканов. Экспозиция степной пустельги спроектирована в виде дома в иерусалимском районе Мораша, который изначально являлся крупным ареалом гнездования этих птиц. К информационному указателю каждого животного или птицы, упомянутых в Библии, добавлен библейский стих на иврите, арабском и английском.
«За кулисами» зоопарка функционируют медицинский центр для животных с помещениями для хирургии, восстановления и лечения, лаборатория и блок карантина, где вновь поступающие животные и животные, отправляемые в другие зоопарки, проверяются на наличие заболеваний. Этот медицинский центр обслуживает всех животных зоопарка за исключением слонов, жирафов, носорогов, гиппопотамов и бизона, за которыми ухаживают на территории их собственных экспозиций.
Парковка вмещает 500 транспортных средств. В честь основателя зоопарка город назвал улицу, идущую вдоль зоопарка, улицей Ахарона Шулова.

## Коллекция

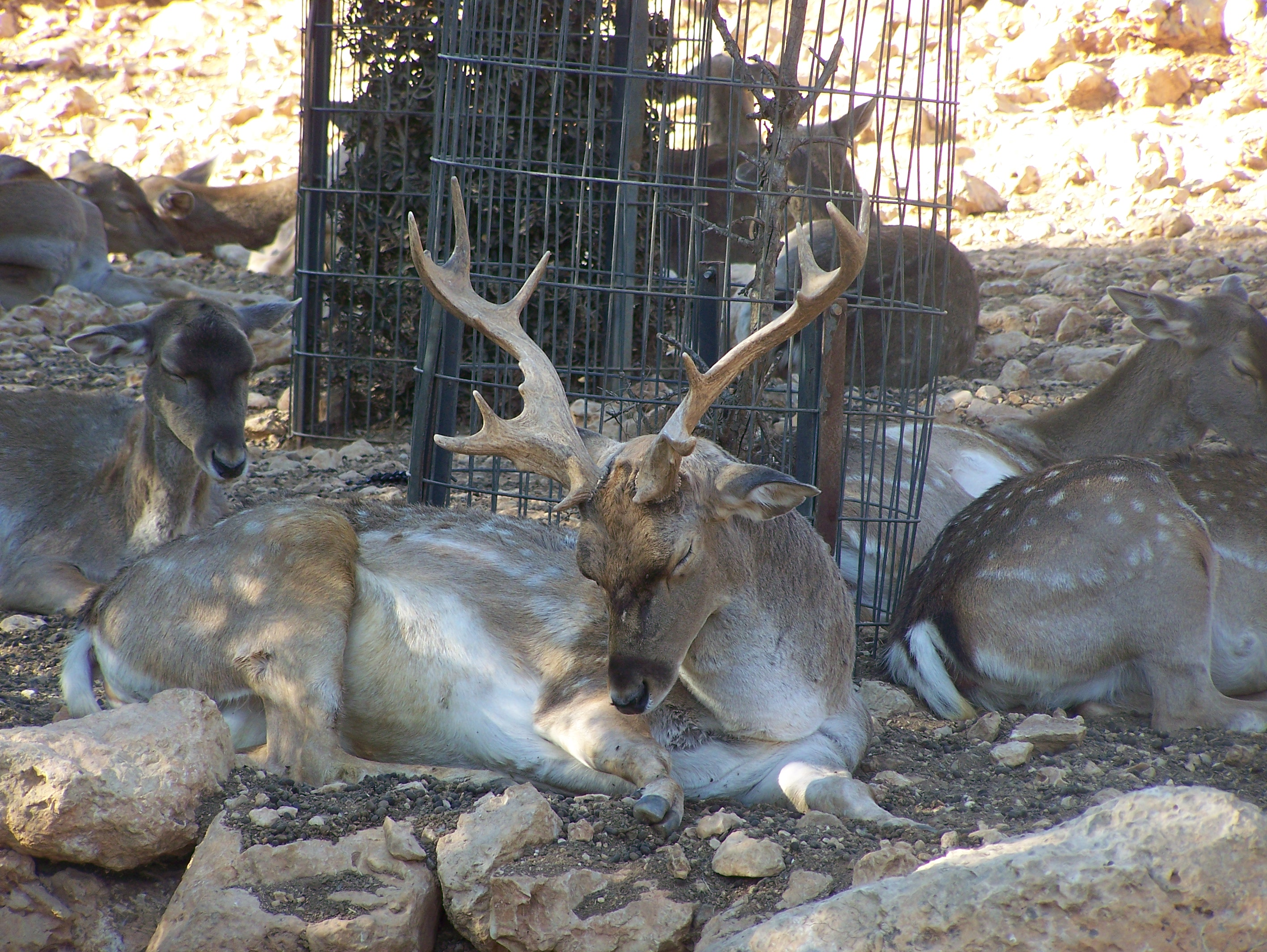
Иранские лани в Иерусалимском зоопарке

Современное руководство Иерусалимского зоопарка, как и его основатели, ставит перед собой задачу максимально широкого представления в его коллекции животных, упоминаемых в Библии. Администрацией предпринимаются усилия для достижения максимального соответствия представленных видов библейскому тексту: так, в экспозиции зоопарка представлен сирийский подвид бурого медведя, исчезнувший в Палестине более ста лет назад, а вместо распространённого африканского льва в коллекцию входит азиатский, поскольку именно такие львы предположительно водились в Палестине ещё 800 лет назад. Уже в 80-е годы XX века почти все из 130 так или иначе упоминаемых в Библии животных были представлены в экспозиции зоопарка.
В начале XXI века коллекция животных Иерусалимского зоопарка содержит более 200 видов животных, причём между 2007 и 2009 годами число представленных видов выросло с 208 до 271. В 2009 году экспозиция зоопарка включала 68 видов млекопитающих, 28 видов пресмыкающихся, 11 видов земноводных, 60 видов рыб и более ста видов птиц — в общей сложности 2200 экземпляров.

### Снабжение питанием

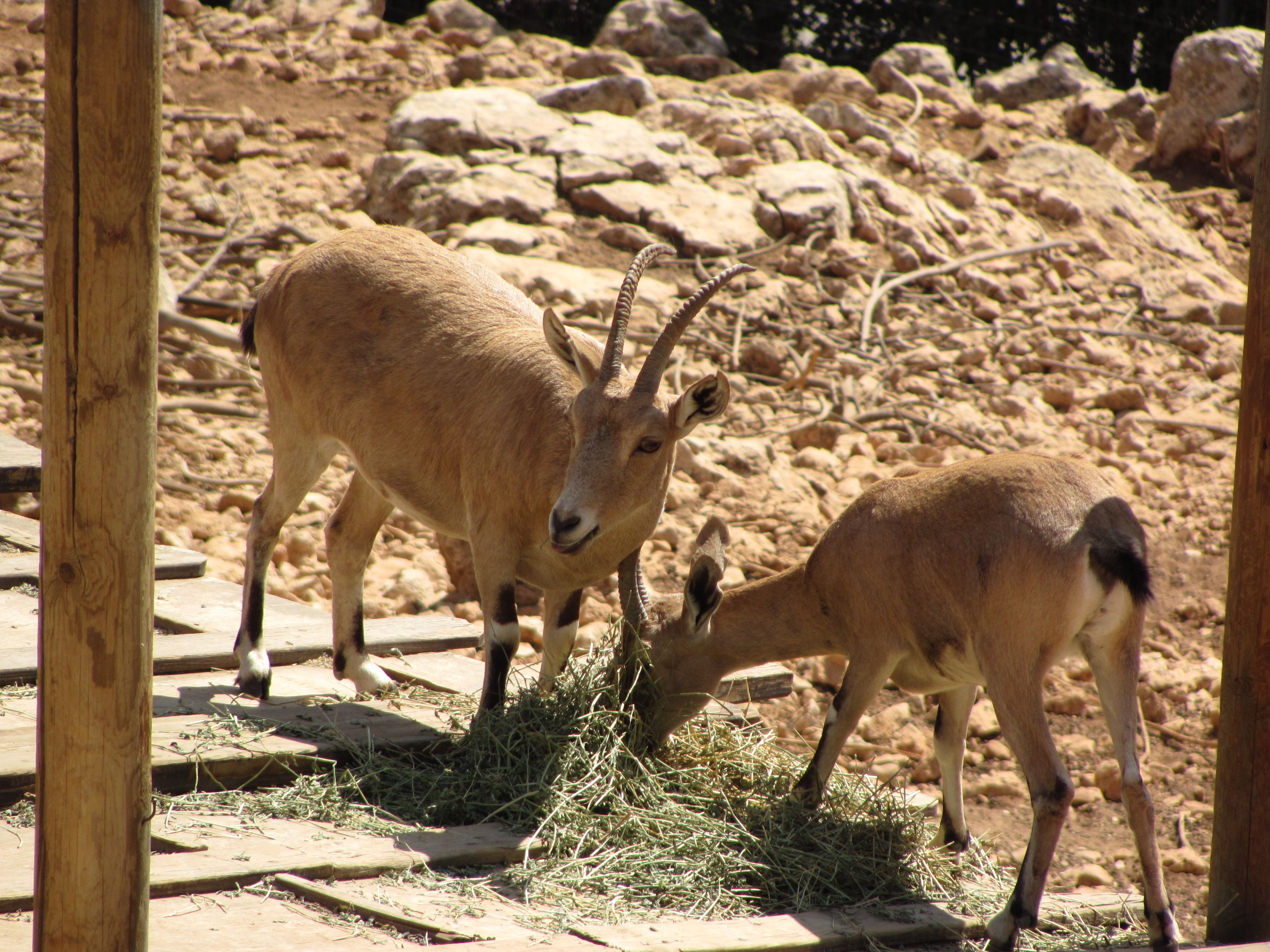
Нубийский горный козёл в момент кормления

Огромное количество фруктов и овощей, ежедневно потребляемых животными зоопарка, поставляются бесплатно благодаря соглашению, достигнутого Шуловым с теми израильскими компаниями, которые отделяют десятину от своей продукции в соответствии с еврейским законом. Во времена иерусалимского Храма терума — десятина от сельскохозяйственной продукции — полагалась Коганим (священникам) и их животным. После разрушения Храма раввины постановили, что продукция, составляющая десятину, не может быть использована и должна уничтожаться. Животные Библейского зоопарка были символически проданы Коэну, так чтобы им можно было отдавать продукцию, относящуюся к десятине. Животные Библейского зоопарка ежедневно получают почти тонну отборнейших фруктов и овощей через распределительную систему, которой ведает местный религиозный совет. Мясо, потребляемое плотоядными, предоставляется кошерными мясниками, ветеринарами и рыбаками. В качестве корма используются также срезанные в парке ветви съедобных деревьев, таких как финиковые пальмы, оливы и рожковые деревья.
Во время Песаха весь зоопарк очищается от хамеца; животных вместо хлебопродуктов кормят мацой, а птиц — рисом.

## Темы и приоритеты

### Сохранение дикой природы

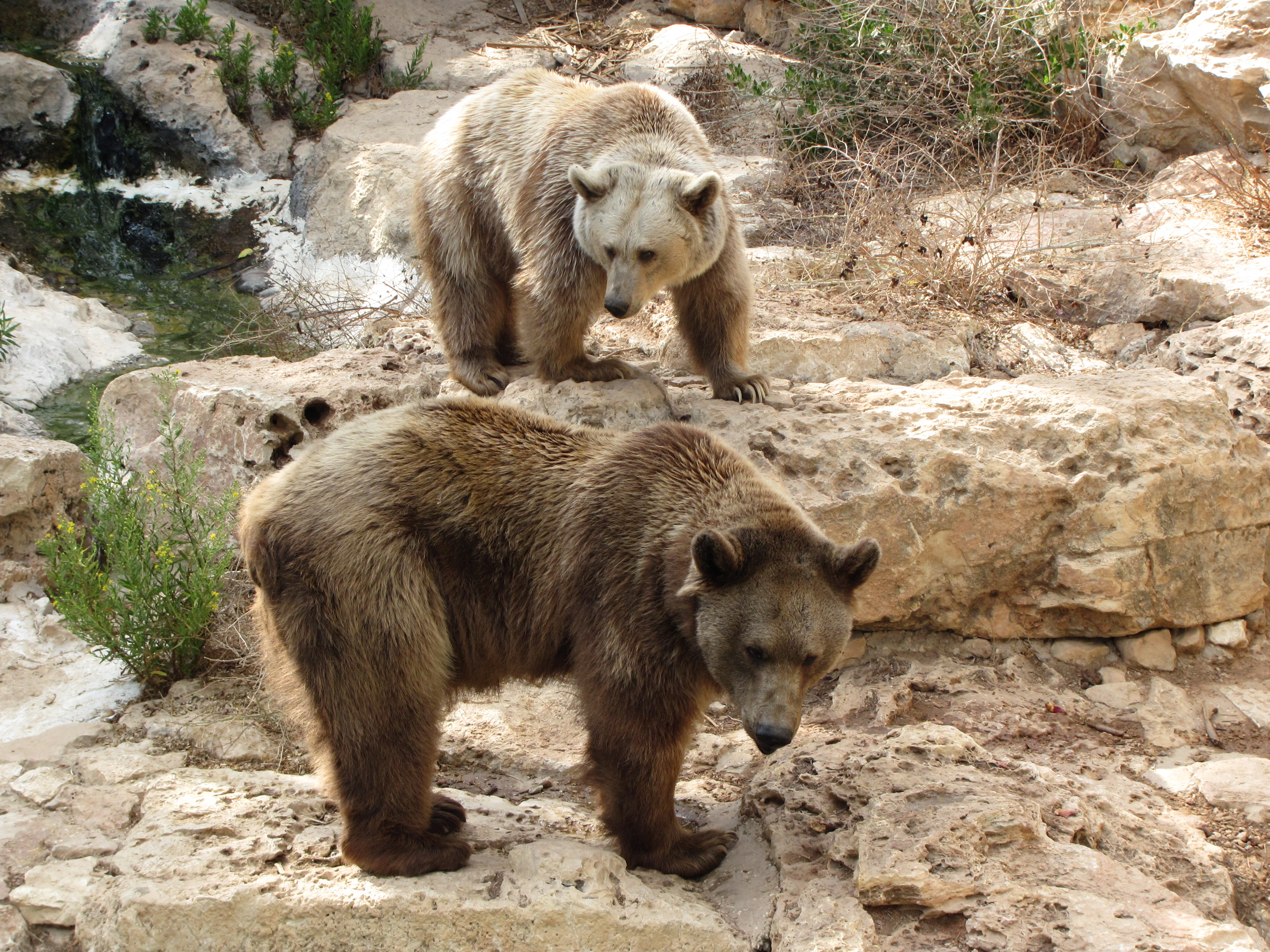
Сирийские бурые медведи в зоопарке

Зоопарк считает своей главной целью сохранения вымирающих видов. В эту категорию входят животные, упомянутые в Библии, которые в настоящее время исчезли из Израиля — такие, как азиатский лев, сирийский бурый медведь, азиатский гепард, нильский крокодил и иранская лань. Она также включает в себя вымирающие виды со всего мира, такие как азиатский слон, редкие виды макао, корелла, ибисы и золотистая игрунка.
Для достижения этой цели зоопарк предпринимает меры по разведению животных в неволе и, в некоторых случаях, возвращению их в дикую природу. В Иерусалимском зоопарке активно ведутся работы по реинтродукции в естественных условиях видов, находящихся под угрозой исчезновения. Благодаря его программе разведения, 11 исчезнувших в Израиле видов были вновь заселены в природные заповедники по всей стране — включая сирийского бурого медведя, аддакса, белоголового сипа и два типа ланей, в том числе иранскую лань. Благодаря этой программе, зоопарк успешно увеличил численность иранских ланей в Израиле. Считалось, что этот вид вымер в XX веке — пока в 1956 году в Иране не было обнаружено небольшое количество ланей. В 1978 году четыре из этих ланей были привезены в Израиль, и с тех пор их количество возросло до нескольких сотен; крупная колония для их разведения находится в иерусалимском Библейском зоопарке. Параллельно реализуемый проект по защите от вымирания негевских черепах предполагает их разведение из искусственно инкубируемых яиц.
В Национальном центре искусственной инкубации яиц хищников инкубируются яйца хищных птиц, которые в Израиле либо вымерли, либо драматически уменьшились в численности, получаемые от пар, разводимых в неволе. Белоголовый сип, — вымирающий вид, — является объектом активной исследовательской деятельности. Зоопарк успешно вырастил сипов с изуродованными крыльями — предприятие, которое орнитологи ранее считали невыполнимым, поскольку эти птицы не в состоянии балансировать себя надлежащим образом. Он также использовал двух взрослых сипов для выведения и взращивания птенцов из инкубированных яиц. Кроме того, зоопарк участвует в общенациональной программе разведения, координируемой Израильским управлением природы и парков, для повышения рождаемости белоголовых сипов в дикой природе.
Каждый раз, возвращая птицу в дикую природу, зоопарк проводит небольшую церемонию. В 1996 году, для выпуска белоголового сипа, которому зоопарк дал имя «Свобода», он пригласил мать захваченного израильского штурмана Рона Арада для участия в освобождении птицы.

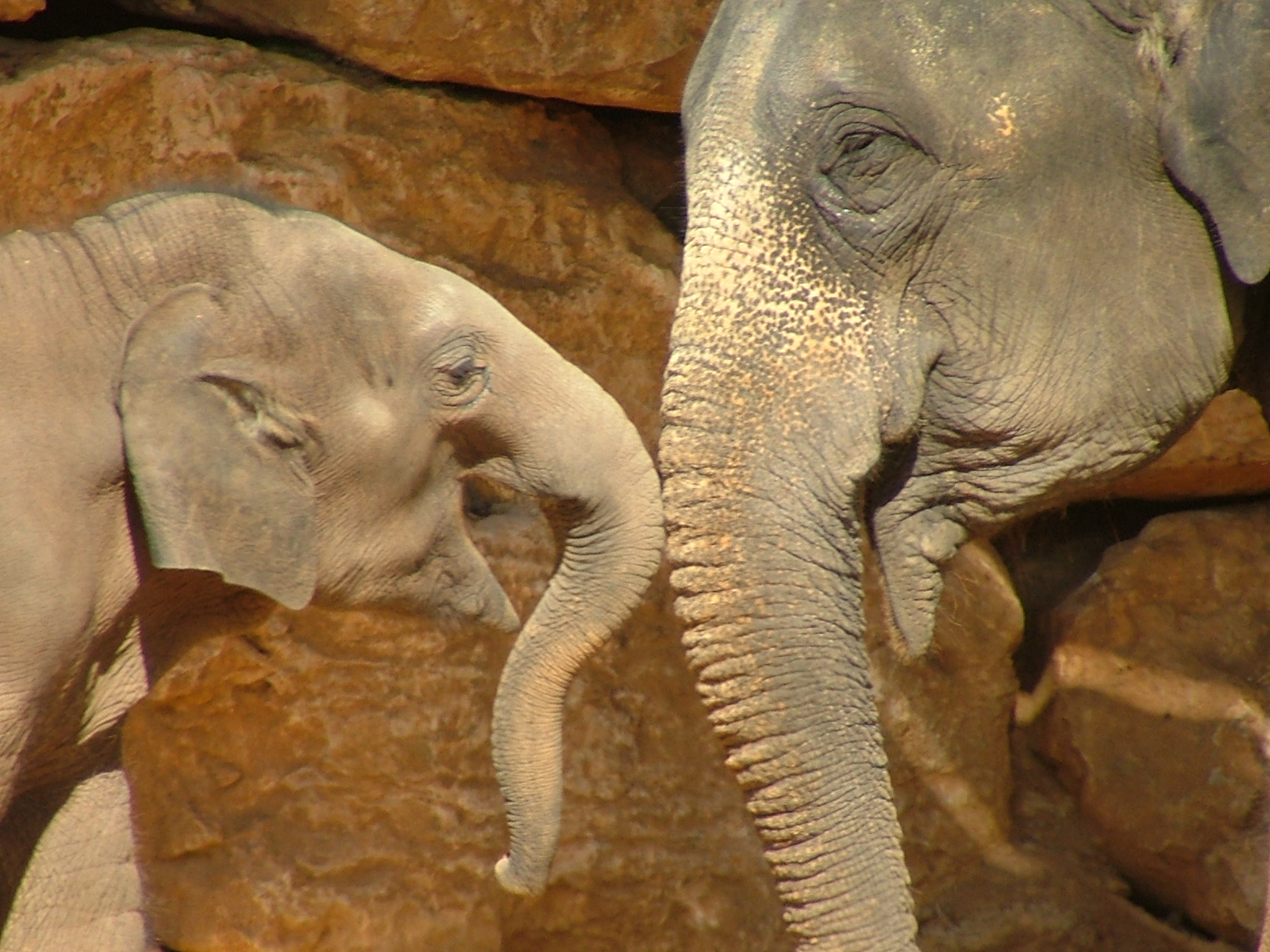
Годовалый Габи (слева) со своей матерью Тамар в слоновьем загоне, январь 2007 года.

Зоопарк считается мировым лидером по репродуктивным вмешательствам и занимается обучением в этой области. Большим успехом, достигнутым зоопарком, было рождение в декабре 2005 года Габи — первого в Израиле слона, зачатого посредством искусственного оплодотворения яйцеклетки. Совместно с командой из берлинского Института управления репродукцией биологии зоопарков и исследований дикой природы, ветеринары зоопарка оплодотворили одну из своих слоних, — Тамар, — спермой, полученной от Эмметта, слона-самца из Уипснейдского зоопарка в Бедфордшире, Англия. 10 декабря 2005 года более 350000 человек в 108 странах наблюдали за шестичасовым процессом рождения Габи посредством прямой видеотрансляции на веб-сайте зоопарка. Родившийся в результате слонёнок живёт в одном из зоопарков Турции.
Реализуется программа разведения в неволе слепых пещерных креветок Typhlocaris galilea.
Зоопарк также является пионером применения контроля рождаемости у животных. В нём впервые было использовано дротиковое ружьё для имплантации медленно высвобождающегося гормона в бедро самки жирафа; она является дочерью живущего в зоопарке жирафа-самца, и инбридинг нежелателен. Зоопарк применяет медленно высвобождающиеся гормоны для контроля своих популяций шимпанзе и мандрил, скорость размножения которых слишком велика для занимаемого ими пространства; дать животным возможность размножаться и отправлять членов семьи в другие зоопарки — по мнению ветеринаров, неразумно.
Новорожденные животные, для которых их родители опасны или которые ими игнорируются, выращиваются ветеринарным персоналом. Например, 31 декабря 2008 года один из сотрудников взял домой новорожденного тигрёнка, игнорируемого своей матерью, чтобы растить его и кормить из бутылочки. Новорожденный леопард, отвергнутый своей матерью, на протяжении первых трёх с половиной месяцев своей жизни проводил дневное время в зоопарке, а ночи — в домах ветеринаров.
Зоопарк также обеспечивает медицинское обслуживание животных и птиц, травмированных на воле. дикие животные либо выпускаются обратно в свою естественную среду (если они достаточно здоровы), либо помещаются в другие зоопарки. В конце 2000-х годов был построен авиарий для филинов, которых зоопарк выхаживает, возвращая им здоровье.

### Общественное образование

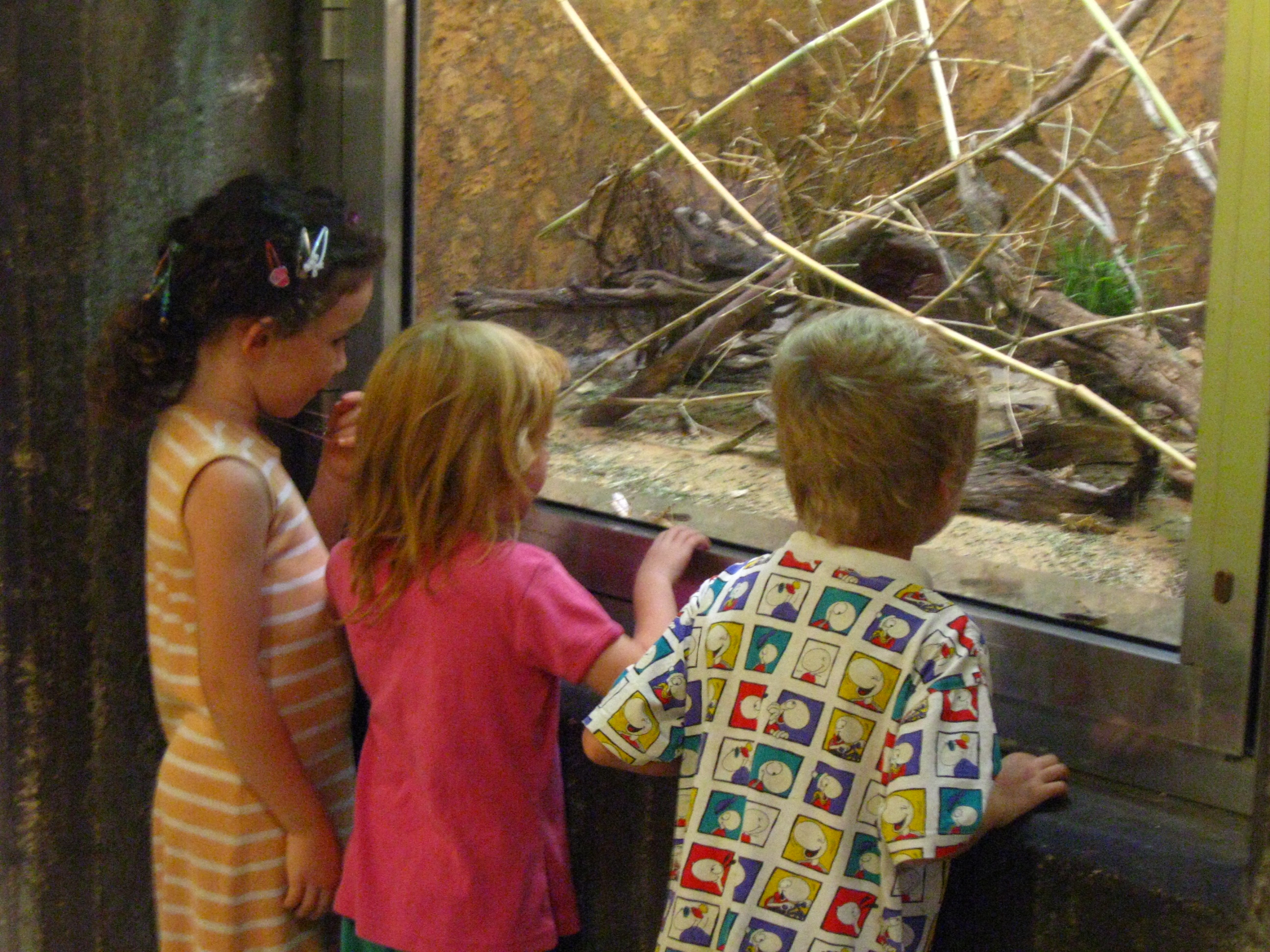
Дети наблюдают за змеёй через защитное стекло.

Общественное образование является ещё одной первоочередной заботой зоопарка. Согласно Шаи Дорон, генеральному директору зоопарка начиная с 1993 года: «Источником нашего морального права на существование является образование наших посетителей и повышение их осведомлённости».
Многие израильтяне, — как евреи, так и арабы, — непривычны к зоопаркам, и при виде животных, представленных для обозрения, «впадают в эйфорию». В пиковые праздничные периоды десятки сотрудников зоопарка занимают позиции у вольеров, чтобы помешать посетителям бросать животным еду и другие предметы. Животные действительно любят лакомиться Бамбой — популярной детской закуской из орехов и кукурузы (хотя она вызывает диарею у обезьян); в число других типичных снарядов входят бутылки, пластиковые пакеты и детская обувь. В 1997 году большой тукан был найден мёртвым в своей клетке рядом с кусочками авокадо, известного птичьего токсина. В 2006 году гиппопотам умер, проглотив брошенный в его вольер теннисный мяч. Персонал зоопарка утверждает, что за последние полтора десятилетия осведомлённость публики повысилась.
Благодаря посещениям в составе школьных групп, групп продлённого дня, групп специального образования и летних лагерей, дети получают информацию о животных и взаимодействуют с ними. Образовательные мероприятия для детей, — включая собственное молодёжное движение зоопарка, — способствуют межрасовым контактам между еврейской и арабской молодёжью. Зоопарк также организует передвижной семинар под названием «Зоомобиль», который привозит в школы, больницы и другие объекты маленьких животных в клетках и аудиосистему, воспроизводящую звуки, издаваемые более крупными животными.

### Распространение знаний об окружающей среде

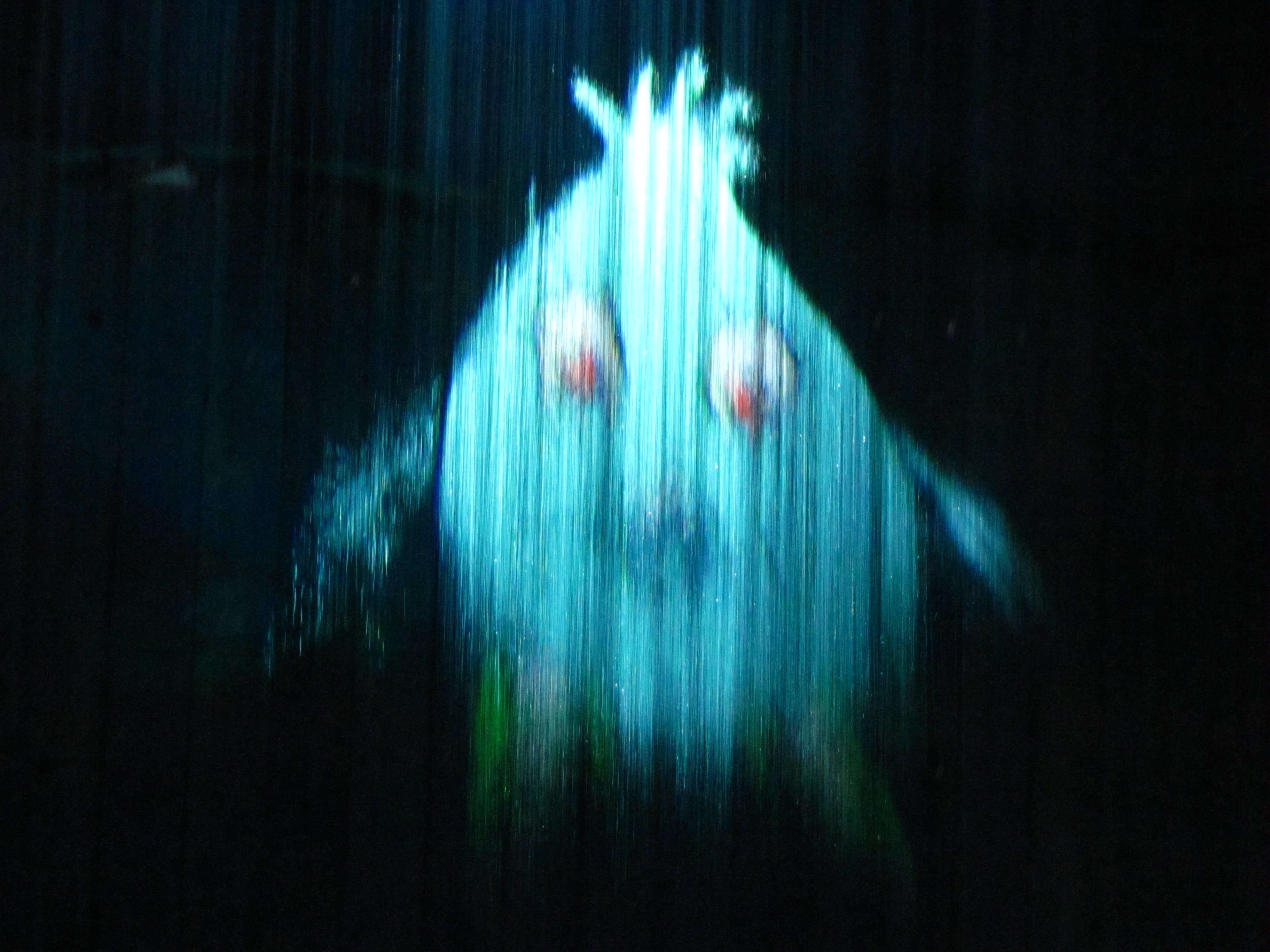
Анимированная капелька воды, проецируемая на водный каскад, «разговаривает» с посетителями в аква-экспозиции «Wet Side Story».

Зоопарк обучает энвайронментализм как посредством своих экспозиций, так и на личных примерах. С 1997 года в нём представлен «экологический лабиринт» — короткая тропинка, вьющаяся между высокими кустами с указателями, на которых отражены стоящие перед Израилем экологические вызовы. Весной 2010 года он развернул водную экспозицию под названием «Wet Side Story» стоимостью 1,5 миллионов долларов, в которой подчёркивается значимость сохранения воды, экологического сознания и те вызовы, связанные с водой, с которыми сталкивается Ближний Восток и все регионы мира. В этой экспозиции представлены редкие и вымирающие образцы морской фауны в 17 больших аквариумах и трёх огромных водных резервуарах размером 2 x 4 метра. Имеется также «контактный бассейн» на открытом воздухе, где посетители могут трогать и кормить карпов кои.
В соответствии со своей «зелёной» политикой, зоопарк содержит свою собственную систему очистки сточных вод и пользуется рециркулированной водой для ирригации своих садов. Еда и животные отходы смешиваются с растительным материалом и помещаются в большие компостные кучи; компост используется для удобрения деревьев и recnfhybrjd. Зоопарк продаёт свой органический компост в сувенирном магазине. В 2006 году рядом с каждой закусочной были установлены приёмники для сбора использованных питьевых пластиковых бутылок, а использованные батарейки собирают в сувенирном магазине. Для сокращения выделений парниковых газов и транспортного потока, зоопарк формирует график движения автомобилей доставки и охраны.

## Израильский аквариум
В 2008 году зоопарк собрал около 100 миллионов шекелей на строительство первого публичного аквариума в Израиле размером 6 500 квадратных метров рядом с зоопарком. Новая достопримечательность под названием «Израильский аквариум» была открыта для публики в сентябре 2017 года недалеко от зоопарка. Аквариум фокусируется на морских биотопах Израиля, и рассказывает о флоре и фауне четырёх морей (Красное, Средиземное, Галилейское и Мёртвое), окружающих Израиль. Несмотря на его близость к зоопарку является отдельным туристическим местом.

## Общественное значение

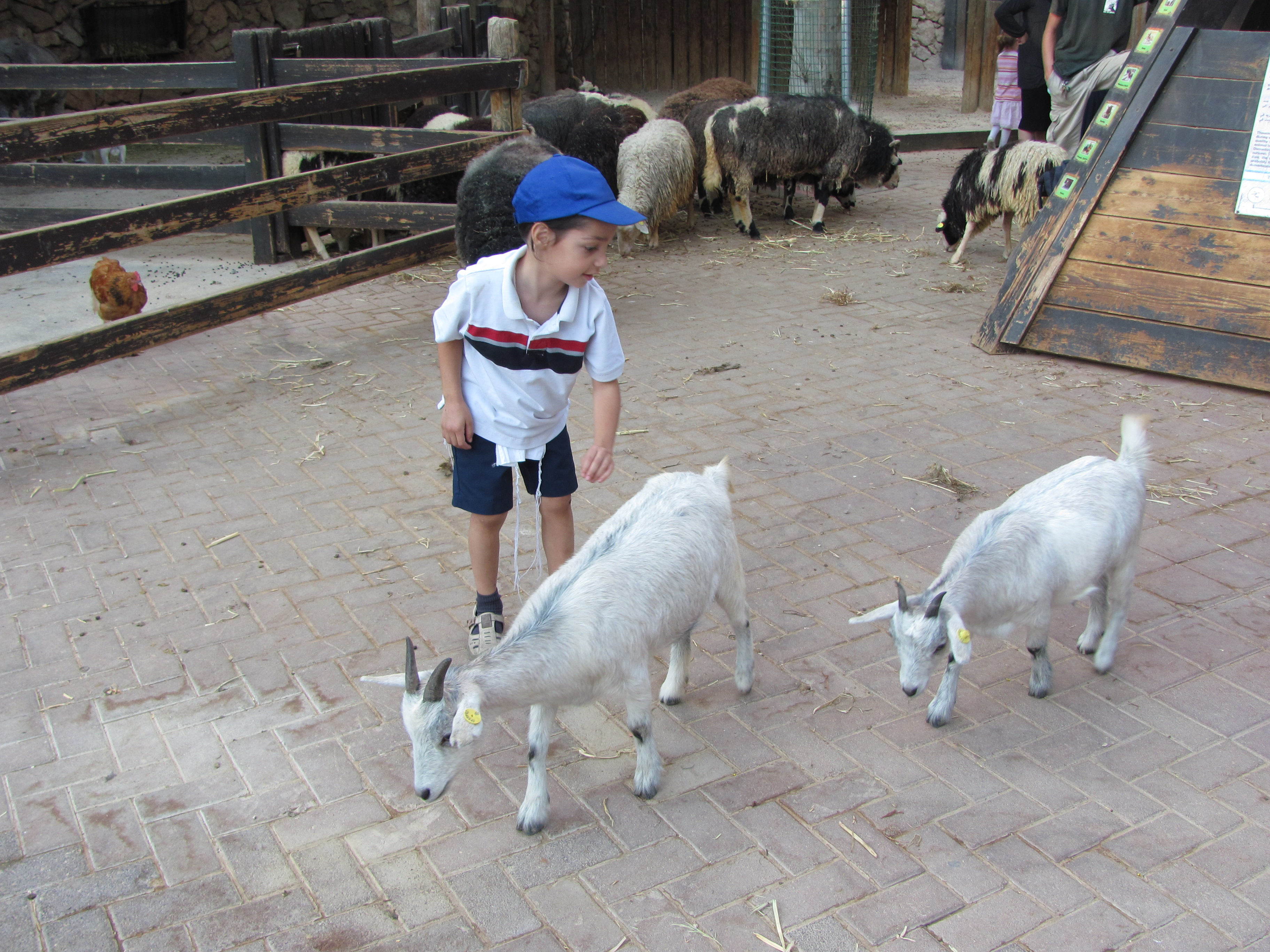
Детский уголок в Иерусалимском зоопарке

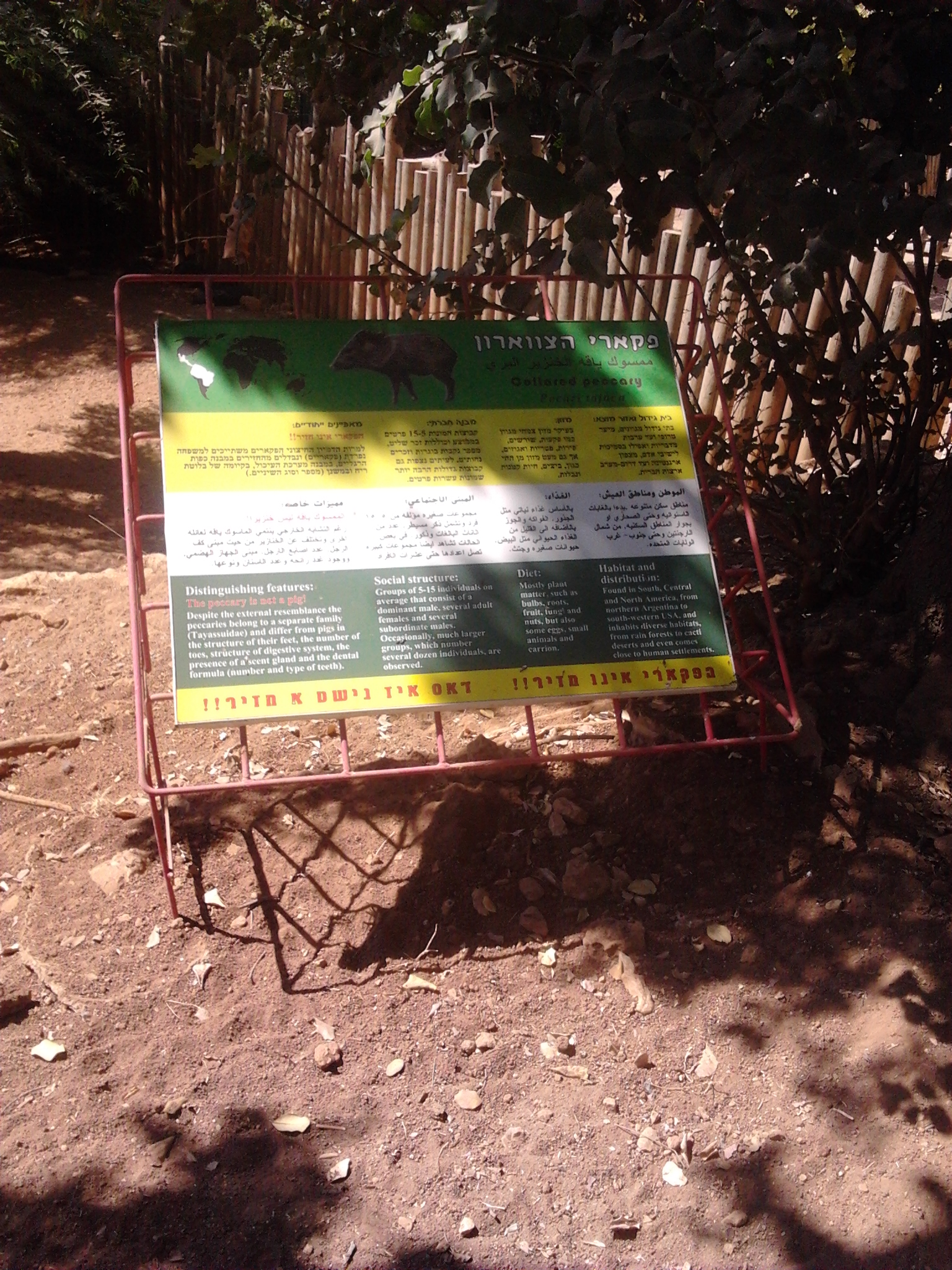
Щит у вольера пекари, гласящий: «Это не свинья!»

В начале XXI века Библейский зоопарк представляет собой одну из главных туристических достопримечательностей Израиля. Согласно данным компании Dun & Bradstreet (Dun & Bradstreet Israel), с 2005 по 2007 год он возглавлял список самых посещаемых туристами мест в стране, а в 2008 году занимал в нём третье место после национального парка Масада и национального парка Кесария. К 2013 году он привлекал более 750 000 посетителей ежегодно. В 2009 году зоопарк насчитывал около 55 000 постоянных посетителей (носителей членских карт).
Дирекция зоопарка прилагает значительные усилия, чтобы придать ему наднациональное, межкультурное значение. Среди работников зоопарка почти половину составляют палестинцы, и его администрация целенаправленно привлекает к посещению детей арабов и ультраортодоксальных евреев, предлагая этим слоям населения большие скидки. В результате ежегодно его посещают 40 тысяч детей из этих двух групп населения.
Предпринимаются также усилия, чтобы не оскорблять религиозных убеждений посетителей. Так, когда экспозиция зоопарка пополнилась американским парнокопытным пекари, внешне напоминающим свинью, которая считается нечистым животным с точки зрения иудаизма и ислама, у его вольера разместили щит с надписью на четырёх языках: «Это не свинья!» — и с информацией об экзотическом звере. Также был переделан щит у австралийского отдела экспозиции, описывающий отделение этого континента от Азии миллионы лет назад, что не совпадает с библейской историей мира. В зоопарке соблюдается кашрут, и на Песах животные вместо хлеба получают изделия из мацы, а птицы — рис.

## Исследовательская работа
Иерусалимский Библейский зоопарк участвует в национальных и международных исследовательских проектах в областях зоологии, биологии и науки об окружающей среде, и публикует статьи в журналах и на научных собраниях. Посредством своего Фонда изучения животных в неволе Ахарона Шулова, он также предоставляет гранты для исследований по благополучию животных и скотоводству, реинтродукции животных, воспроизводству вымирающих видов, консервативной генетике, а также питанию и медицинскому обслуживанию экзотических животных. Фонд спонсируется семьёй Шулова, Ассоциацией Друзей зоопарка и Иерусалимским зоопарком.
Зоопарк предоставляет свой Центр Габи, расположенный в помещении внутри главного входа, для проведения академических семинаров и студенческих исследований. Центр был назван в память о д-ре Габи Эшкаре, заместителе генерального директора и главном ветеринаре зоопарка на протяжении более 17 лет, который погиб в автокатастрофе в 2004 г.

### Членства

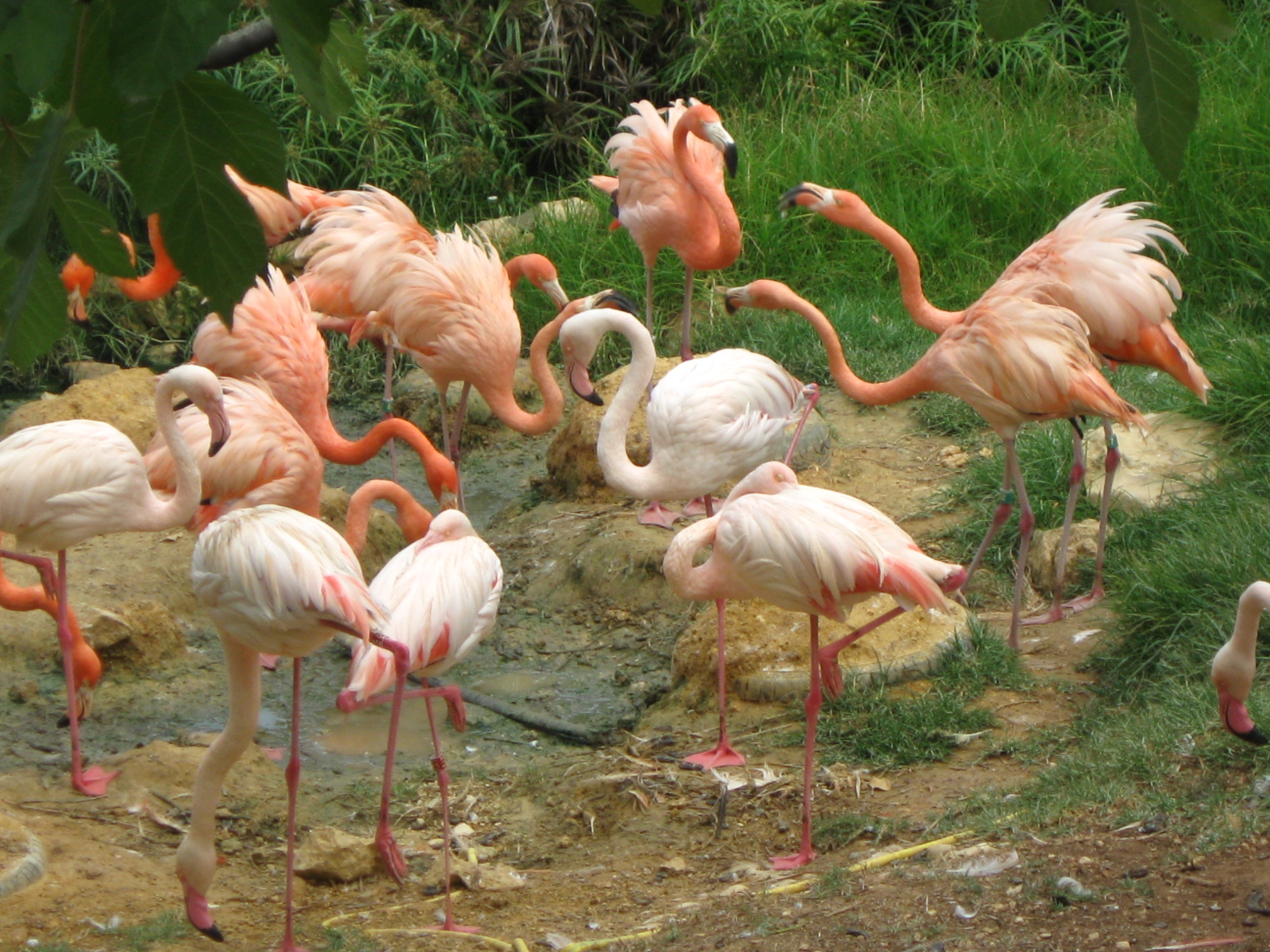
Фламинго в зоопарке

Иерусалимский Библейский зоопарк является полным членом Европейской ассоциации зоопарков и аквариумов (EAZA). Единственным членом Совета EAZA от Израиля, в сезоне 2009—2012 г.г., являлся генеральный директор зоопарка Шай Дорон, в то время как генеральный куратор Шмулик Йедваб с 1995 года является координатором проекта EAZA «Европейская программа по вымирающим видам» по популяции орлана-белохвоста в Европе и Азии. Зоопарк также является членом Всемирной ассоциации зоопарков и аквариумов (WAZA), Израильской ассоциации зоопарков (которую он помог сформировать) и Международной информационной системы по видам (ISIS).
Сотрудники, относящиеся к ветеринарному персоналу, входят в Американскую ассоциацию ветеринаров, работающих в зоопарках, Европейскую ассоциацию ветеринаров, работающих в зоопарках и дикой природе, и Европейскую группу по контрацепции животных в зоопарках.

## Посетители и волонтёры
В 2009 году зоопарк посетили рекордные 738000 человек. Зоопарк активно работает с туристическими и школьными группами, а также в летних лагерях. Группы детей с особыми потребностями, — как еврейских, так и арабских, — принимают участие в еженедельных сессиях терапии с помощью животных. При полной нагрузке парк вмещает 11000 посетителей.
Более 50 волонтёров оказывают помощь в функционировании зоопарка на еженедельной основе. Молодёжное движение зоопарка под названием Тнуат Ноах (ивр. תנועת נח‎, «Движение Ноя») вовлекает подростков в возрасте 13-15 лет в волонтёрскую работу в детском зоопарке, в здании для мелких животных и в секции для птиц и растительноядных. Участники движения еженедельно встречаются с сотрудниками зоопарка, и принимают участие в походах и экспедициях в природные заповедники.
В марте 2013 году было выпущено приложение «Гид по зоопарку» для iPhone и iPad, включающее в себя навигатор GPS, действующий на территории зоопарка; детальную информацию о животных (тексты, изображения и аудио); и детальный ежедневный распорядок кормления и мероприятий

### Специальные события
Зоопарк, который открыт ежедневно на протяжении всего года кроме Йом-Киппура, Йом ха-Шоа и Йом Ха-Зикарон, в особые даты проводит специальные события. Ежегодной традицией на Ту би-Шват являются мероприятия по посадке деревьев. В оба дня Пурима проходят парады, семейный конкурс костюма и перетягивание каната между всей баскетбольной командой Хапоэль Иерусалим и одним из слонов (слон всегда выигрывает). В израильский День выборов посетителей зоопарка призывают голосовать за своё любимое животное. В течение лета в предрассветные ночные часы зоопарк устраивает экскурсии для посещения ночных животных. Во время школьных каникул он также проводит джазовые концерты, жонглёрские представления и семинары.

## Планы расширения
Международным Зоологическим Комитетом — главным органом планирования зоопарка, который сформирован из профессионалов в областях сохранения дикой природы, менеджмента зоопарков, образования, туризма и экономики — составлен генеральный план расширения. Сформированы новые планы для образовательного центра и выставки, именуемой Йемеи Береишит (Во Дни Творения), в которой воспроизведены библейские условия и из которой исключено какое бы то ни было современное оборудование, включая сотовые телефоны. Проект стоимостью 30 миллионов долларов будет оплачен частными пожертвованиями.